# CLUE (企業)
株式会社CLUE（クルー）は、東京都港区に本社を置く日本のスタートアップ企業。ドローンの自動飛行制御やデータ管理・加工を行うためのソフトウェアを企業向けに開発、提供する。
CLUEが手掛けるドローンによる「屋根点検サービス」は日本におけるドローンビジネスの代表例の1つに挙げられている。

## 沿革
2014年8月に設立。
2017年11月までに2度の外部調達を実施しており、累計調達金額は約3億7000万円。
2017年5月には、ガーナ共和国のガーナ高速道路局と、ドローンを用いて約14,000kmの道路の点検作業を実施する旨の協力協定（MOU）を締結した。ガーナ政府機関がドローン関連企業と協定を締結する初事例であり、またアフリカ全土において政府機関と日系のドローン企業が提携するのは初事例となる。
2017年11月、DroneRooferを開発。
2020年12月、シリーズBラウンドとして、STRIVE株式会社をリード投資家として20億円の資金調達を実施した。
2021年12月に日本経済新聞社による2021年の「NEXTユニコーン調査」において、同社が選出された。

## 主な事業内容
DroneRoofer
ドローンで屋根の外装点検を行うために必要な機体、iPad、飛行許可申請など業務に必要なサポートが揃ったパッケージサービス及びiPadアプリケーション。
RooferCloud
屋根や外装の点検・リフォーム業務をスマートに実現するための、案件管理、積算、報告書作成、見積書作成等が全て簡単に実現できるオールインワンのクラウドアプリケーション。DroneRooferと組み合わせて使うことで複数人での写真データや業務データの作成、管理ができる。
ドローン施工管理くん
主にゼネコン向けの大規模な現場の施工管理に使えるドローンの自動航行アプリケーション及びその付帯サービス。単発撮影モード、経路撮影モード、お絵かき飛行モードの3つのモードで誰もが簡単にドローンを操作し、俯瞰写真や定点写真の撮影ができる。